# Palazzo Carafa
Palazzo Carafa (ex Convento delle Paolotte) è il palazzo comunale di Lecce, commissionato dal vescovo mecenate Alfonso Sozy Carafa all'architetto Emanuele Manieri, responsabile anche di altre opere a Lecce dell'epoca rococò, con Oronzo Carrozzo come capomastro. Il palazzo fu iniziato nel 1764 come ricostruzione dell'antico convento delle suore di San Francesco di Paola, fatto demolire dal vescovo nel 1763, per necessità di urgenti ammodernamenti urbanistici, e ultimato nel 1771; fu realizzato in modo da migliorare tale area della città, nel solco di altri interventi architettonici del  periodo settecentesco a Lecce, vicino alla quale era anche presente il palazzo dei Gesuiti, e accolse nuovamente le religiose fino al 1814. L'edificio è anche legato alle vicende dei Gesuiti, che elargirono un contributo, dovuto alle migliorie della zona di cui anche loro avrebbero beneficiato, ma il cui ordine fu in seguito abolito nella città.
Fu adibito anche come collegio femminile da parte delle Suore d'Ivrea e successivamente delle Marcelline fino al 1895 anno in cui venne acquisito come sede del Comune dopo l'Unità d'Italia, cosa che comportò poi delle modifiche e migliorie architettoniche per dare un maggior prestigio istituzionale (tra cui la demolizione della chiesetta angolare dal lato di Piazza S. Oronzo), alterandone in parte l'originale progetto artistico.
Presenta anche elementi e stemmi araldici relativi alla storia della città sull'elegante ed elaborata facciata.